# Belgrandiella kusceri
Белграндијела кушчери (лат. Belgrandiella kusceri) је врста пужа из породице Hydrobiidae која насељава подземне воде Словеније.

## Опис
Љуштура је купастог или купастојајастог облика, са оштрим врхом. Завојци су испупчени, а последњи је посебно моћно развијен. Гротло је јајастог облика са дебелом спољном ивицом. Умбо је затворен, а оперкулум жућкаст.